# 武内崇
武内崇（1973年8月28日—），本名為竹內友崇，千葉縣八千代市出身，為遊戲公司「TYPE-MOON」的社長與原畫師，和奈須蘑菇同為「TYPE-MOON」的核心人物，兩人為中學以來的好友。

## 生平
中學時代很愛看漫畫，受到《幽遊白書》很大的影響。之後開始自己創作漫畫，在1996年時以「武內崇」的筆名參加1996年「第三屆エニックス（艾尼克斯，現在史克威尔艾尼克斯）21世紀マンガ大賞（21世紀漫畫大獎）」，作品『F』得到佳作。後在《月刊少年ガンガンWING》1997年冬季號刊登短篇『勇者部ただいま活動中！！』。曾在遊戲公司Compile擔任CG繪製工作，但在1998年退社。同年與奈須蘑菇組成同人團體「竹箒」，開始初期創作。開發《月姬》時，住在東京都大田區。之後以同人團體「TYPE-MOON」名義，於2000年12月的COMIC MARKET中發表《月姬》，獲得了廣泛的迴響與好評，之後陸續推出後續作品與週邊。
2003年，武內與奈須將「TYPE-MOON」商業化，設立了有限會社「Notes」。同年4月，以同人名義發行收錄過去到現在所有發表作品（《Melty Blood》除外）的《月箱》，並宣佈解散「TYPE-MOON」，將其定位為Notes的商業品牌。
2004年1月30日，發行商業公司化後的第一個遊戲《Fate/stay night》。

## 主要作品

### 遊戲
- 《月姬》（遊戲人物設定、原畫）
- 《Fate/stay night》(遊戲人物設定、原畫)
- 《Fate/hollow ataraxia》(遊戲人物設定、原畫)
- 《428 ～被封鎖的澀谷～》
- 《Fate/EXTRA》（人物監修）
- 《Fate/EXTRA CCC》（人物原案）
- 《Fate/Grand Order》（美術導演、一部分人物設計）

### 小說
- 《空之境界》(作者：奈須蘑菇。插圖)
- 《吸血鬼戰爭》(作者：笠井潔。新版小說之插圖)
- 《Fate/Zero》（作者：虛淵玄。插圖）

## 外部連結
- 竹箒（公式主頁） （页面存档备份，存于）
- TYPE-MOON（公式主頁）